# 特快入境
特快入境（英語：Express Entry）是加拿大移民、难民及公民部用来管理加拿大永久居留申请的在线系统，通过某些经济类移民项目来填补劳动力缺口。该移民系统于2015年1月1日启动，用于甄选和联络熟练和合格的申请人，它也同时管理着一个预备移民的熟练工人的池子。特快入境旨在帮助“最有可能在经济上成功的”熟练工人快速移民加拿大。该系统在处理时间方面效率很高，与传统的纸质申请方式相比，80%的申请在6个月或更短的时间内得到处理。

## 系统构造
该系统根据候选人的年龄、教育背景、工作经验、语言能力等因素进行评估，通过综合评分排名系统（Comprehensive Ranking System, CRS）分数高低确定邀请名单。分数越高，就越有机会收到邀请。移民部一般情况下会每两周进行一次邀请。每次邀请的分数线是动态的，没有固定规律。

## 申请过程
快速入口系统的申请流程分为以下几步：
1. 入池：填写在线表格，提供个人信息，系统将自动评估一个综合评分排名系统（CRS）分数。
2. 申请：收到邀请（Invitation to Apply，ITA）后，进行后续的申请步骤，包括提交相关证明材料等。
3. 审批：IRCC评估申请，并做出决定。

## 具体类别
快速入口包括以下几个类别：
- 联邦技术工人类别（Federal Skilled Worker Program, FSWP）
- 联邦技能移民类别（Federal Skilled Trades Program, FSTP）
- 加拿大经验类移民（Canadian Experience Class, CEC）